# Frederick Charles Frank
Frederick Charles Frank (6 de marzo de 1911-5 de abril de 1998) fue un físico teórico británico. Es conocido por su trabajo sobre dislocaciones en redes cristalinas, incluyendo la teoría de Frank-Read (desarrollada junto a Thornton Read). También propuso la hipótesis del ciclol a mediados de la década de 1930 e hizo numerosas contribuciones a la física del estado sólido, la geofísica y la teoría de cristales líquidos.

## Educación
Nació en Durban, Sudáfrica, pero sus padres regresaron a Inglaterra poco después. Fue educado en las Escuela de Gramática de Thetford  e Ipswich y posteriormente estudió química en el Lincoln College de Oxford, doctorándose en el Laboratorio de Ingeniería de la universidad.

## Carrera
Antes de la Segunda Guerra Mundial, trabajó en Berlín como físico y en Cambridge como químico de coloides. Durante la Segunda Guerra Mundial se unió a la Estación Experimental de Defensa Química en Porton Down, Wiltshire, pero en 1940 fue transferido al Directorado de Inteligencia del Ministerio del Aire (en Ciencia), donde pasó el resto de la guerra. En 1946 fue nombrado Oficial de la Orden del Imperio británico por su servicio.
Después de la guerra se incorporó al Departamento de Física de la Universidad de Bristol y pasó a investigar en física del estado sólido antes de pasar centrarse en dislocaciones de redes cristalinas. Su trabajo con Burton y Cabrera demostró la función de las dislocaciones en el crecimiento de cristales. Aparte de esto, su trabajo en Bristol abarcó las propiedades mecánicas de varios polímeros, la teoría de cristales líquidos, la mecánica del interior de la Tierra y el origen de la homoquiralidad biológica. Fue nombrado profesor en 1951, profesor Melville Wills 1954 y profesor Henry Overton y director del Laboratorio de Física en 1969. Se jubiló en 1976 pero siguió activo en conferencias, artículos y manteniendo correspondencia con colegas hasta bien entrada la década de 1990. Editó las transcripciones de Farm Hill de la Operación Epsilon a sus ochenta años.

## Honores y premios
Frank fue elegido socio de la Royal Society en 1954, presentando su Lectura Bakeriana en 1973. Fue creado caballero en 1977 y recibió grados honorarios de siete universidades.
En 1963 ganó la medalla y premio Fernand Holweck .
En 1967 recibió la el Medalla y Premio A. A. Griffith. Fue también miembro del subcomité de premios del Club de Ciencia de los Materiales que eligió al galardonado en 1972 (L. R. G. Treloar).
En 1994 recibió la medalla Copley , máximo honor de la Royal Society, "en reconocimiento a su contribución fundamental a la teoría de la morfología cristalina, en particular al conocimiento sobre el origen de las dislocaciones y sus consecuencias en interfaces y en el crecimiento de cristales; al entendimiento fundamental de los cristales líquidos y al concepto de disclinación; y a la extensión de conceptos cristalinos a cristales aperiódicos."

## Vida personal
Se casó con Maita Asche en 1940.